# Stazione di Trinità-Bene Vagienna
La stazione di Trinità-Bene Vagienna è una fermata ferroviaria posta sulla linea Torino-Savona a servizio dei comuni di Trinità e Bene Vagienna, in provincia di Cuneo. È ubicata al chilometro 5+978 tra gli impianti attivi di Magliano C.M. e Fossano.

## Storia
Attivato nel 1933, l'impianto sostituì la precedente stazione lungo la tranvia Fossano-Mondovì-Villanova, definitivamente soppressa nel 1939.
Essa disponeva di un totale di 5 binari, oltre a quelli di corsa attuali, 2 e 3, ne erano presenti altri, numerati come 1 e 4, per eventuali precedenze tra i treni. Nel 2005, per lavori di manutenzione sul tratto di linea verso Fossano, i treni circolarono su un singolo binario in entrambe le direzioni, per un certo periodo, pertanto fu attuata una modifica al segnalamento ferroviario dotando la stazione di un segnale di protezione a destra, per gli arrivi da Torino; tuttavia essa, disabilitata e impresenziata poi sino al 2008 venne declassata a fermata con la definitiva dismissione dell'apparato di manovra (ACEI).

## Movimento
La stazione è servita da relazioni regionali svolte da Trenitalia, nell'ambito del contratto di servizio stipulato con la regione Piemonte.